# Ricardo Peregrina
Ricardo Peregrina Muñoz es un historietista, ilustrador y humorista gráfico español (Barcelona, 12 de junio de 1973).

## Biografía

### Inicios
Ricardo Peregrina aprendió a dibujar copiando a Francisco Ibáñez y Jan.
Entre 1991 y 1996 estudió en la Universidad Autónoma de Barcelona, licenciándose en Ciencias de la comunicación, y entre 1995 y 2000 hizo lo propio con Bellas Artes en la Universidad de Barcelona. También en 1995 había empezado a colaborar en fanzines como Amaniaco, Mala Impresión y La Comictiva, con chistes y las series Hermi y Max y Norbertito y su mamá. Con Jali y Valentín Ponsa constituyó entonces el colectivo Los Muñecos de Fimosis.

### Ubisoft (1999-2010)
A partir del año 1999, trabajó como infografista en la empresa de videojuegos Ubisoft Barcelona, lo que apenas le dejaba tiempo para el cómic. Desde ese año y hasta 2010 realizó chistes de una viñeta para el suplemento semanal "Al día" del diario Regió 7.
Aun así, en 2004 colaboró brevemente con la juvenil Míster K de Ediciones El Jueves y el suplemento del diario Metro Metroncho. Entre 2005 y 2007 realizó para la revista Dolmen la serie Días de cómic, protagonizada por tres amigos aficionados al medio. Para la revista infantil ¡Dibus! creó en 2007 la serie Las Dibuclases del Maestro Picosso, donde enseñaba conceptos de dibujo a los más pequeños. 
En 2008, publicó un álbum con nuevas historietas de Hermi y Max, dentro de la colección Siurell Gold de Dolmen Editorial e inició la serie Horario de oficina para la revista mensual de humor Retranca. También retomó Norbetito y su mamá para Amaníaco.

### El Jueves(2010-presente)
En septiembre de 2010, Ricardo Peregrina empezó a trabajar para El Jueves, donde desarrolla las series Horario de oficina, Borbón y cuenta nueva y Coitus Imperfectus.
En mayo de 2018 Editorial Bestia Negra recopila todas las historietas publicadas hasta el momento en un tomo llamado "Digestión de Marrones en la empresa"'

## Nominaciones y premios
- 2003 Primer Premio en el 4º Concurso de Tiras Cómicas del Departamento de Cultura de la Generalidad de Cataluña.[11]

## Obra
| Años            | Título                             | Tipo                      | Publicación                         |
| --------------- | ---------------------------------- | ------------------------- | ----------------------------------- |
| 1995-2002, 2008 | Hermi y Max                        | Serie                     | Amaníaco, Dolmen Editorial          |
| 1997-2004, 2009 | Norbetito y su mamá                | Serie                     | Mala Impresión, Amaníaco, Metroncho |
| 1999            | Pasarlo de miedo!                  | Historieta autoconclusiva | Mala Impresión                      |
| 2005-2007       | Días de cómic                      | Serie                     | Dolmen                              |
| 06/2007-        | Las Dibuclases del Maestro Picosso | Serie                     | ¡Dibus!                             |
| 2008-           | Horario de oficina                 | Serie                     | Retranca, El Jueves                 |
| 5/2012-2014     | Borbón y cuenta nueva              | Serie                     | El Jueves 1823-                     |
| 2014-           | Coitus Imperfectus                 | Serie                     | El Jueves 1948-                     |